# Turritopsis dohrnii
Turritopsis dohrnii, anteriormente classificada como T. nutricula, também conhecida como medusa imortal, pertence à classe dos hidrozoários e é uma das espécies considerada biologicamente imortal, isto é, pode em determinadas fases do seu ciclo de vida voltar ao seu primeiro estado de vida e formar um novo pólipo. Isto acontece em resultado de stress ambiental ou traumas físicos. O pólipo, mais tarde, gera clones (cópias genéticas) do animal original. 
Esta capacidade de imortalidade biológica sem tempo de vida máximo faz com que este hidrozoário seja um importante alvo na pesquisa sobre o envelhecimento e na farmacêutica. 

## Alimentação
Alimentam-se principalmente de zooplâncton mas são também conhecidas por caçar outras espécies de medusas.

## Descrição
Na fase de medusa, a Turritopsis dohrnii apresenta forma de sino, com um diâmetro máximo de cerca de 4,5 mm e tem aproximadamente o mesmo tamanho de largura e altura.
Os indivíduos mais jovens com cerca 1 mm de diâmetro têm apenas oito tentáculos espalhados uniformemente enquanto que os adultos podem ter entre 80–90 tentáculos. Apresentam células densas de rede nervosa na epiderme da capa e formam uma grande estrutura em forma de anel acima do canal radial, comum nos cnidários. O estômago é relativamente grande e vermelho e tem uma forma cruciforme em seção transversal.

## Distribuição
Pensa-se que o género Turritopsis tenha origem no Pacífico, e que expandiu por todo o oceano por meio de migrações trans-árticas, na qual se especializou em diferentes populações fáceis de distinguir morfologicamente. Este género, hoje em dia é encontrado em regiões temperadas e tropicais. Esta espécie é encontrada especialmente em várias zonas do mar Mediterrâneo, como também no Panamá, Flórida, Mar Norte, e Japão.
É uma espécie invasiva, mas ao contrário de outras que causaram sérias consequências económicas e ecológicas, a invasão de T. dohrnii passou despercebida devido ao seu pequeno tamanho e fraca interação no ecossistema.
As medusas de T. dohrnii são capazes de sobreviver entre 14 ° C e 25 ° C.

## Comportamento
A morfologia e o comportamento desta espécie, tal como acontece nos hidrozoários, varia ao longo do ciclo de vida, na qual, na fase de medusa possui forma de locomoção próprio habitando assim, na zona superficial do mar onde vive livremente como animal meroplanctónico.
Turritopsis dohrnii também tem uma fase de pólipo betónica designada por hidroides. Estes são ramificados e possuem estolões que percorrem o substrato e galhos verticais com pólipos de alimentação que podem produzir brotos de medusa. Nesta fase o organismo vive fixado ao substrato.  

## Ciclo de vida
1. Numa primeira fase, como a maioria dos outros hidrozoários, T. dohrnii começa a sua vida como larva nomeada de planula.
2. Quando uma planula se estabelece no solo, dá origem a uma colónia de pólipos fixados ao fundo do mar. Todos os pólipos e águas-vivas resultantes de uma única planula são geneticamente idênticos.
3. Mais tarde os pólipos formam estruturas ramificadas, o que não é comum na maioria das águas-vivas.
4. Depois de alguns dias há uma libertação de um dos segmentos dos pólipos que dão origem a medusas livres com cerca de 1 mm de tamanho.
5. Após algumas semanas, as medusas estão sexualmente maduras e produzem ovos que se desenvolvem a partir da fecundação dos ovos presentes nas gónadas das medusas femininas, na qual são fertilizados no mar pelos espermatozóides produzidos e libertados pelas medusas masculinas, como é o caso da maioria das hidromedusa.
6. Os ovos fertilizados desenvolvem-se em larvas designadas por planulas, e que voltam a depositar no fundo do mar ou noutro substrato e formam novamente colónias de pólipos (hidróides).
7. Se uma medusa de T. dohrnii for exposta a stresse ambiental, agressão física, ou estiver doente ou envelhecida, poderá reverter novamente para o estágio do pólipo, formando uma nova colónia de pólipos. Através de um processo de transformação celular. Isso acontece através do processo de transdiferenciação do desenvolvimento celular, que altera o estado diferenciado das células na qual as transforma em novos tipos de células.

## Imortalidade biológica
A medusa de Turritopsis dohrnii é a única forma conhecida por ter desenvolvido a capacidade de retornar a um estado de pólipo, por um processo de transformação específico que requer a presença de certos tipos de células presentes no tecido da superfície do sino da medusa e do sistema do canal circulatório.
Experiências realizadas em laboratório revelaram que em todos os estados de medusa, desde indivíduos recém-libertados a indivíduos totalmente maduros, podem transformar-se novamente em pólipos quando expostos a condições de stress como a mudança repentina de temperatura, redução da salinidade e danos feitos na parte do sino.
A medusa durante este processo altera em primeiro lugar o sino, ocorrendo a deterioração do mesmo, seguindo-se a mesogléia e os tentáculos.
As medusas mais imaturas transformaram-se em cistos e só depois em estolões e pólipos. No entanto, cerca de 40% das medusas maduras entraram no estado de estolão e pólipo sem passar pela fase de cisto.
A análise de mRNA de cada fase da vida mostrou que um gene específico na fase de medusa é expresso dez vezes mais do que nas outras fases. Este gene é importante, pois permite a indução de um processo de regeneração após uma lesão.  Este método de transdiferenciação de desenvolvimento celular da espécie inspirou os cientistas a encontrar uma maneira de produzir células-tronco através de forma a renovar tecidos danificados ou mortos em humanos. 
Teoricamente, este processo pode continuar indefinidamente, tornando a espécie imortal, o que poderia causar um grande crescimento populacional da espécie, o que não é o caso uma vez que, na prática os indivíduos podem morrer por predação ou doença durante o estado de medusa que impossibilita o organismo voltar à forma de pólipo. 
Este processo de imortalidade não foi observado no habitat natural da espécie, uma vez que o processo é bastante rápido e porque as observações no momento em que este ocorra são improváveis. Independentemente disso, é provável que a maioria das medusas seja vítima dos riscos gerais da vida como seres meroplânctonicos. 